# ليوفيغيلدو جونيور
ليوفيغيلدو لينس دا غاما جونيور (بالبرتغالية: Leovegildo Lins da Gama Júnior‏) ، من مواليد 29 يونيو 1954 في جواو بيسوا في البرازيل ، لاعب كرة قدم برازيلي سابق، لعب مع منتخب البرازيل في كأس العالم عامي 1982 و1986.

## روابط خارجية
- ليوفيغيلدو جونيور على موقع IMDb (الإنجليزية)
- ليوفيغيلدو جونيور على موقع الاتحاد الدولي (مؤرشف)  (الإنجليزية)
- ليوفيغيلدو جونيور على موقع الاتحاد الأوربي (الإنجليزية)
- ليوفيغيلدو جونيور على موقع قاعدة بيانات كرة القدم.إي يو (الإنجليزية)
- ليوفيغيلدو جونيور على موقع ناشيونال فوتبول تيمز (الإنجليزية)
- ليوفيغيلدو جونيور على موقع عالم كرة القدم.نت (الإنجليزية)
- ليوفيغيلدو جونيور على موقع أوليمبيديا (الإنجليزية)